# ویلیام، شاهزاده ولز
ویلیام، شاهزاده ولز (انگلیسی: William, Prince of Wales؛ ۲۱ ژوئن ۱۹۸۲) از اعضای خانواده سلطنتی بریتانیا و وارث بلافصل تاج و تخت بریتانیا است. او بزرگ‌ترین فرزند پادشاه چارلز سوم و دایانا، شاهدخت ولز و نوهٔ الیزابت دوم و شاهزاده فیلیپ، دوک ادینبرو است. او در سال ۲۰۱۱ با کاترین میدلتون ازدواج کرد. وی در ۸ سپتامبر ۲۰۲۲ بعد از پادشاه شدن پدرش، شاهزاده ولز و ولیعهد جدید بریتانیا شد.
شاهزاده ویلیام از سال ۲۰۰۶ ریاست اتحادیه فوتبال انگلستان و از ۲۰۱۰ هم ریاست آکادمی هنرهای فیلم و تلویزیون بریتانیا را به عهده دارد. وی دانش‌آموخته آکادمی نظامی سلطنتی سندهرست است.
شاهزاده ویلیام، طرفدار باشگاه فوتبال استون ویلا است.

## اوایل زندگی

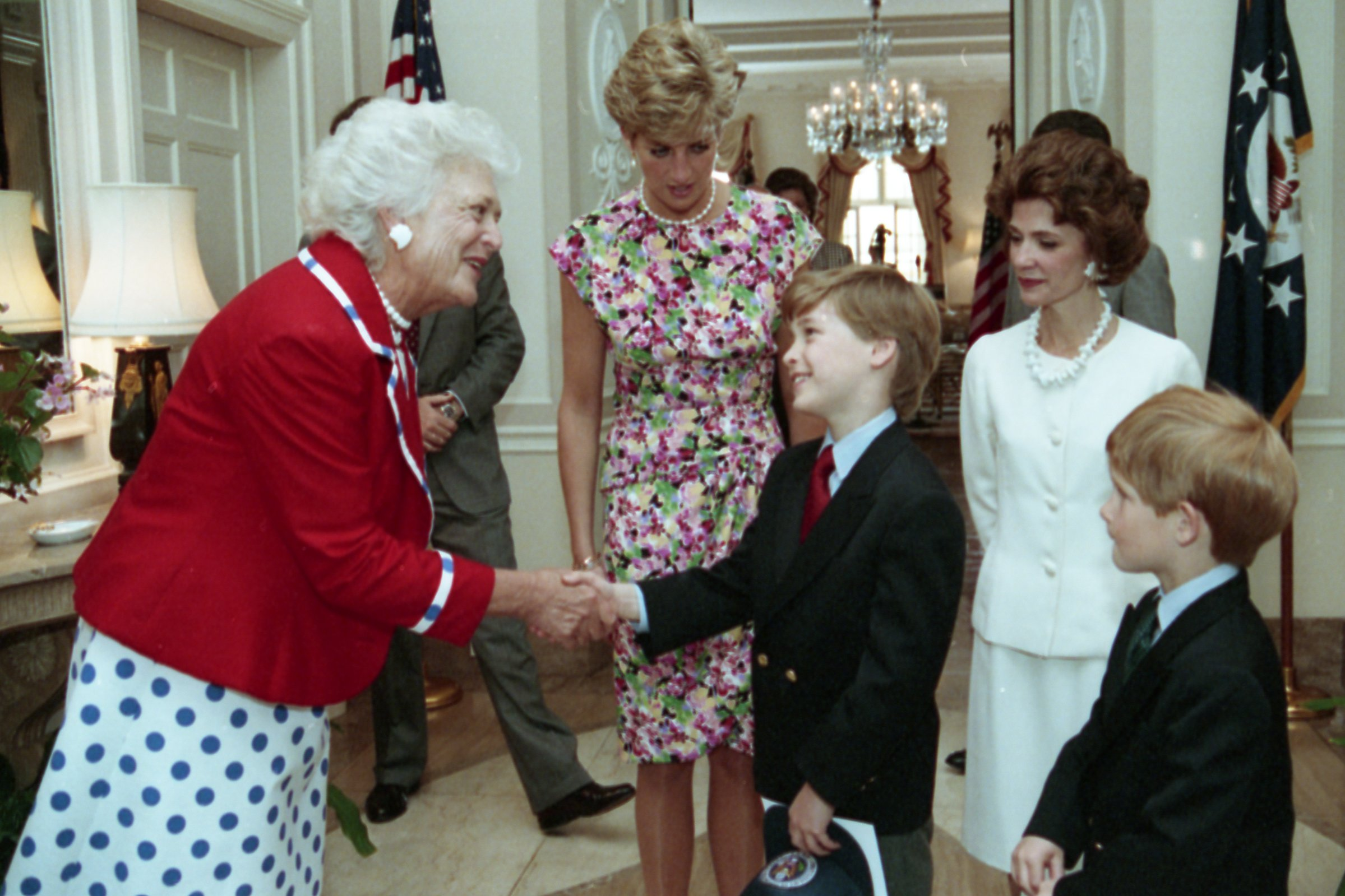
دست دادن ویلیام با باربارا بوش در سال ۱۹۹۱. هنگامی که مادرش دایانا، و برادرش، هری، به او نگاه می‌کنند.

شاهزاده ویلیام در ۲۱ ژوئن ۱۹۸۲ در بیمارستان سنت ماری از چارلز و همسر اول او، دایانا زاده شد. در ۲۸ ژوئن همان سال کاخ باکینگهام نام ویلیام را بنام ویلیام آرتور فیلیپ لوئیس تغییر داد. ویلیام در ۴ اوت همان سال، در هشتاد و دومین سالگرد تولد مادربزرگ پدری‌اش، الیزابت ماد، و در اتاق موسیقی کاخ باکینگهام به وسیله اسقف اعظم کانتربری و رابرت رانسی غسل تعمید  داده شد.
ویلیام فرزند ارشد پرنس چارلز است. او درسال ۱۹۸۳ در زمانی که نه ماهه بود به همراه پدر و مادرش به تور استرالیا و نیوزیلند رفت. این تور نخستین سفر خارجی او بود. ویلیام نخستین نوزاد سلطنتی بود که به همراه پدر و مادرش به یک تور خارج از کشور می‌رود. برادر کوچک‌تر او هری در سال ۱۹۸۴ زاده شد. ویلیام و هری در کاخ کنزینگتون در لندن و خانه هایگروو در گلاسترشر بزرگ شدند.
دایانا آرزو داشت پسرانش تجربه زندگی عادی‌تری نسبت به کودکان سلطنتی داشته باشند. به همین دلیل آنان را به والت دیزنی ورلد، مک‌دونالد، کلینیک‌های ایدز و پناهگاه آواره‌ها می‌برد. رابرت لیسی، نویسنده، ویلیام را در سنین کودکی، کودکی پرهیجان توصیف کرده که در مدرسه شبانه‌روزی با شخصیتی آرام خود می‌درخشید. بر پایه گزارش‌ها مادرش ویلیام را «پیرمرد کوچک دانای من» توصیف کرده بود که در عنفوان نوجوانی تکیه‌گاه و معتمد مادر بود.
نخستین بازدید عمومی ویلیام در سال ۱۹۹۱ بود که در آن والدین خود را در بازدید از لانداف در روز سنت دیوید همراهی می‌کرد. ویلیام به همراه برادرش هری و والدینشان در سال ۱۹۹۱ برای یک دیدار رسمی به کانادا و بار دیگر به همراه پدر خود چارلز در سال ۱۹۹۸ به سفر رسمی خارج از کشور رفتند. والدین ویلیام در سال ۱۹۹۶ از هم جدا شدند و دایانا،  یکسال بعد در اوت ۱۹۹۷ در یک سانحه رانندگی درکذشت. هر دو پسر در آن زمان همراه پدر خود در قلعه بالمورال اسکاتلند اقامت داشتند و صبح روز بعد از سانحه از درگذشت مادرشان باخبر شدند. راه رفتن پشت تابوت مادر برای ویلیام سخت و غیرقابل باور بود. اما پدربزرگ ویلیام، فیلیپ به او می‌گوید: «اگر پشت تابوت مادرت راه نروی بعدا پشیمان می‌شوی، بیا باهم این کار را انجام دهیم، در کنار هم…» در مراسم خاکسپاری دایانا، ویلیام و هری در کنار پدر، پدربزرگ و دایی خود، چارلز اسپنسر و پشت سر آنها هیئت خاکسپاری از کاخ کنزینگتون به سمت کلیسای وست‌مینستر حرکت کردند.
ویلیام به گفته خود، پس از درگذشت مادرش سال‌ها در شوک بوده است. ویلیام و هری از مادر خود ۱۲٫۹ میلیون پوند به ارث بردند، بعدها این رقم در سال ۲۰۱۴ به ۱۰ میلیون پوند برای هر کدام افزایش یافت. ویلیام و هری همچنین متن و موسیقی اصلی ترانی شمعی در باد اثر برنی تاپین و التون جان را دریافت کردند التون جان همین مراسم را در مراسم خاکسپاری دیانا اجرا کرده بود.

## تحصیلات
ویلیام از مهدکودک جین ماینورز و پیش‌دبستانی مدرسه وتربی در مدارس خصوصی تحصیل کرد. پس از آن، او به مدرسه لودگرو در حومه ووکینگهام در بارکشر رفت و در فصل تابستان در دوره‌های خصوصی از طرف روری استوارت تعلیم دید. در لودگرو، ویلیام در رشته‌های ورزشی فوتبال، شنا، بسکتبال، تیراندازی به کبوتر سفالی و دو صحرانوردی شرکت نمود. پس از پایان این دوره، او در دانشکده ایتن پذیرفته شد و در رشته جغرافیا، زیست‌شناسی و تاریخ هنر در سطح آ مشغول تحصیل شد. ویلیام در رشته جغرافیا مدرک آ، زیست‌شناسی مدرک سی و در رشته تاریخ هنر مدرک بی را بدست آورد. او در کالج ایتن کاپیتان تیم شنا، فوتبال خوابگاه و واترپلو بود.
رفتن ویلیام به کالج ایتون برخلاف سنت خانواده سلطنتی بود. چون فرزندان سلطنتی در نهایت به گوردونستون می‌رفتند. درحالیکه پدر و برادر دایانا به کالج ایتون رفته بودند. خانواده سلطنتی و مطبوعات به این نتیجه رسیدند که ویلیام برای به روز بودن زندگی خصوص خود، این اجازه را داشته باشد که بدون دخالت خانواده تحصیل نماید. جان واکهام، سرپرست کمیسیون شکایات مطبوعاتی، اینگونه بیان نمود: «شاهزاده ویلیام نه یک نهاد است، نه یک ستاره تبلیغاتی، نه یک قهرمان فوتبال بلکه او یک پسر معمولی است که مهم‌ترین دغدغه چند سال آتی او این است که رشد کند و مرد شود. ویلیام هنگامی که در ایتون بود، بیشتر در تعطیلات آخر هفته به قلعه ویندزور که در اطراف کالج بود می‌رفت و به همراه مادربزرگش چای می‌نوشید و بعد از آن آنان درباره جعبه‌های ایالتی و مسئولیت‌های قانون اساسی در جهت «آماده کردن ویلیام به عنوان پادشاه آتی گفت و گو می‌کردند.»
در ۳ ژوئن ۱۹۹۱ ویلیام در بیمارستان رویال برکشایر بستری شد. چون چوب گلف یکی از دوستانش تصادفاً به پیشانی او اصابت کرده بود. ویلیام دچار شکستگی جمجمه شد و در بیمارستان گریت اورمند استریت تحت عمل جراحی قرار گرفت. اما یک جراحت دائمی برای او ایجاد شد. یکبار دیگر هم در سال ۱۹۹۹ به دلیل شکستگی انگشت دست چپ تحت عمل جراحی قرار گرفت. پس از پایان تحصیلات در کالج ایتن، او به مدت یک سال از تحصیل فاصله گرفت و در تمرینات تعلیمی ارتش بریتانیا در بلیز شرکت کرد. بعدها ویلیام در مزرعه لبنیات انگلیسی مشغول فعالیت در این زمینه شد. پس از آن در سفری از آفریقا دیدن کرد. سپس به مدت ده هفته به عنوان قسمتی از برنامه رالی بین‌المللی برای مشارکت در پروژه‌های ساخت و ساز بومی در شهر تورتل در جنوب شیلی شروع به تدریس زبان انگلیسی کرد، او در آن دوره با داوطلبان دیگر هم‌خانه شد و درفعالیت‌های معمول با آنها مشارکت می‌کرد. شور و نشاط ویلیام و علاقه او به فرهنگ آفریقایی، او را بر آن داشت که سواحیلی بیاموزد و تدریس کند.
ویلیام در سال ۲۰۰۱ در دانشگاه سنت اندروز دراسکاتلند ثبت نام کرد. همانند زمانی که در کالج ایتون بود رسانه‌ها پذیرفتند که به حریم خصوصی ویلیام احترام بگذارند، همچنین به دانش آموزان کالج هشدار داده شد که داستان‌ها و اتفاقات زندگی ویلیام به روزنامه‌ها درز نکند. ویلیام تحصیلات خود را در هنر آغاز کرد و در طول دوره، رشته خود را به جغرافیا تغییر داد. او در سال ۲۰۰۵ از پایان‌نامه خود با عنوان صخره‌های مرجانی رودریگز در اقیانوس هند دفاع و با مدرک کارشناسی ارشد هنر فارغ‌التحصیل شد. ویلیام هنگامی که در دانشگاه بود، به نمایندگی از تیم واترپلو و در دانشگاه‌های ملی اسکاتلند و در مسابقات ملل سلتیک در سال ۲۰۰۴ شرکت کرد. اودر طول تحصیل بین دانشجویان دیگر به نام «استیو» مشهور بود تا افراد به هویت او پی نبرند و اطلاعات به بیرون درز نکند.

## مراسم ازدواج
مراسم ازدواج ویلیام و کاترین در ۲۹ آوریل ۲۰۱۱ در کلیسای وست‌مینستر شهر لندن برگزار شد.

## فرزندان
پرنس ویلیام صاحب سه فرزند است. فرزند اول او شاهزاده جرج ولز در ۲۲ ژوئیه ۲۰۱۳ زاده شد. جورج پس از پدر بزرگش، چارلز سوم و پدرش، ولیعهد بریتانیا نفر اول خط جانشینی بریتانیا قرار دارد
فرزند دوم وی شاهدخت شارلوت ولز در ۲ مه ۲۰۱۵ به دنیا آمدفرزند سوم او شاهزاده لویی ولز در ۲۳ آوریل ۲۰۱۸ به خانواده سلطنتی بریتانیا اضافه شد.